# Dichagyris griseola
Dichagyris griseola là một loài bướm đêm trong họ Noctuidae.